# Madeleine Edberg

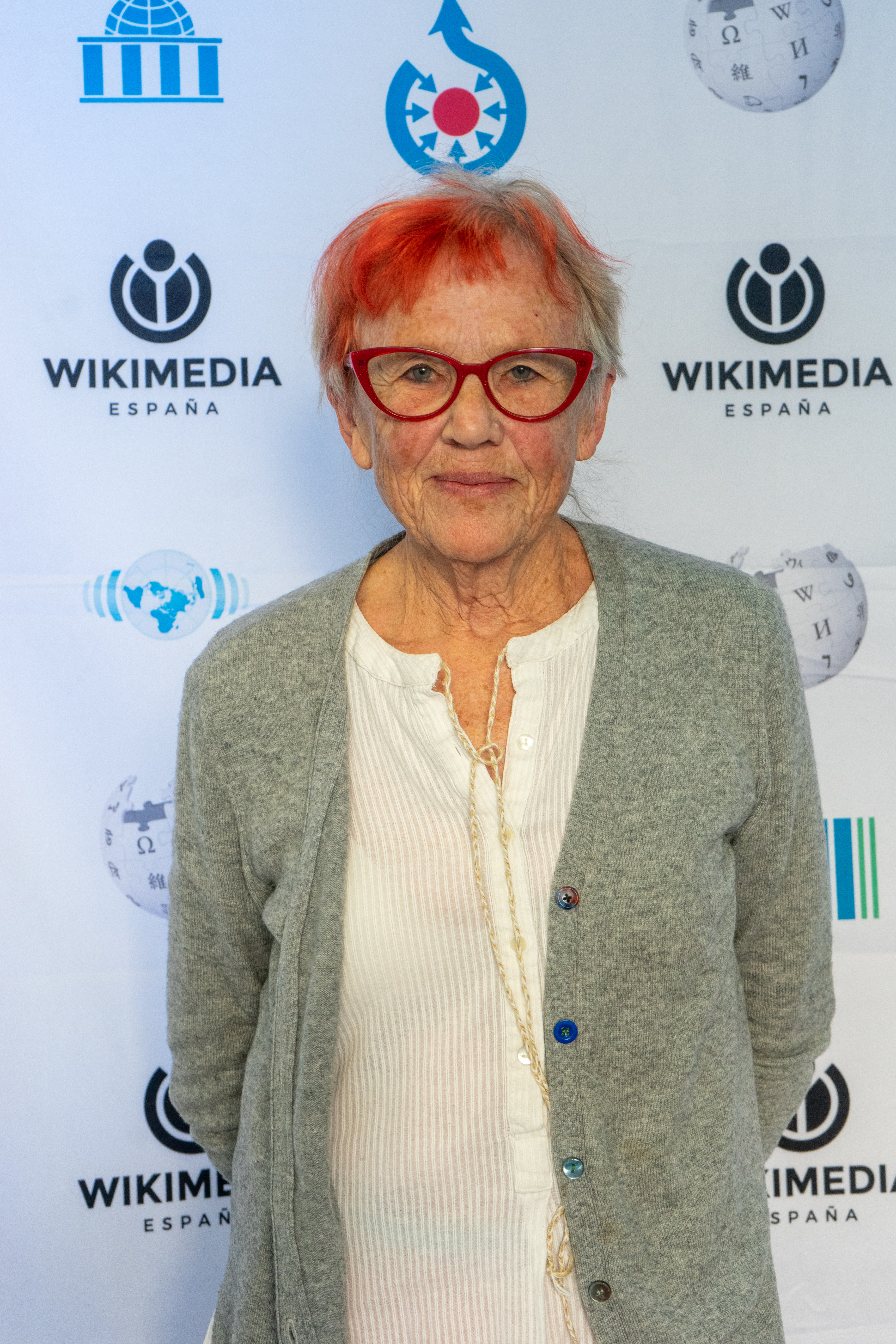
Madeleine Edberg

Madeleine Edberg Kinnander, född 1938 i Boden, är en svensk konstnär och textilkonstnär. Hon är mor till Karolina Kinnander
Edberg Kinnander studerade konst för Carl Malmsten och vid Malagas konservatorium 1969-1976 samt vid Escuela de artes aplicadas y oficios artisticos i Malaga 1978-1982 och under studieresor till Amerika och fjärran östern. Hon har medverkat i ett flertal internationella konstbienaler och grupputställningar. Tillsammans med sin dotter drev hon ett kulturellt centrum i Torremolinos.